# Luis Jakobi
Luis Jakobi (Lautzenhausen, 2001. december 15. –) német labdarugó, jelenleg a Sloboda Užice játékosa, védekező középpályás. 

## Pályafutása
2012-től 2020-ig a Mainz 05 korosztályos csapataiban játszott. 2020 nyarán szerződtetett a negyedosztályú Greuther Fürth II csapatához majd innen, egy évvel később, 2021 nyarán igazolt a harmadosztályú Türkgücü Münchenhez, ahonnan ismét egy év után ingyen csatlakozott a magyar élvonalbeli Újpest egyesületébe. 2023. augusztus 28-án távozott Újpestről. Egy évvel később leigazolta a szerb Sloboda Užice.